# Mușchiul scurt abductor al policelui

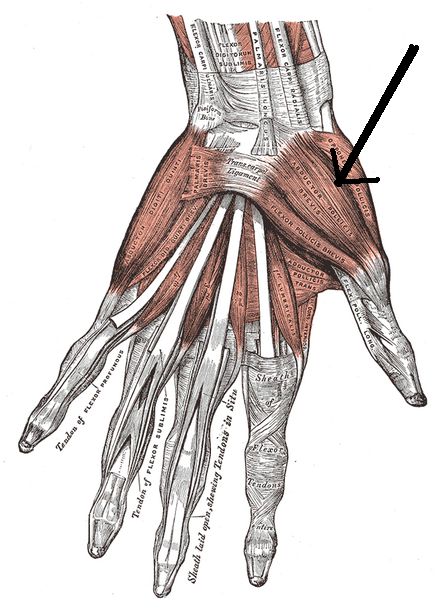
Mușchiul scurt abductor al policelui (săgeata)

Mușchiul scurt abductor al policelui sau mușchiul abductor scurt al policelui (Musculus abductor pollicis brevis) este un mușchi subcutanat subțire și scurt, așezat imediat sub piele pe partea laterală a eminenței tenare a mâinii. Este cel mai superficial din cei patru mușchi ai eminenței tenare și cel care determină cea mai mare parte a rotunjimii eminenței tenare.

## Inserții
Majoritatea fibrelor mușchiului au originea pe porțiunea laterală a retinaculului flexorilor (Retinaculum flexorum), iar câteva fibre au originea pe tuberculul osului scafoid (Tuberculum ossis scaphoidei), pe tuberculul osului trapez (Tuberculum ossis trapezii) și pe tendonul mușchiului lung abductor al policelui (Musculus abductor pollicis longus).
Se inseră pe partea laterală a bazei falangei proximale a policelui.  O expansiune a tendonului său se prinde pe tendonul mușchiului extensor scurt al policelui (Musculus extensor pollicis brevis). În tendonul său se întâlnește frecvent un os sesamoid, numit sesamoidul lateral.

## Raporturi
Este un mușchi superficial acoperit de piele și de fascia tenară (porțiunea laterală a fasciei palmare), așezat lateral de mușchiul flexor scurt al policelui (Musculus flexor pollicis brevis).
Acoperă mușchiul opozant al policelui (Musculus opponens pollicis) și mușchiul scurt flexor al policelui (Musculus flexor pollicis brevis), precum și tendonul mușchiului flexor lung al policelui (Musculus flexor pollicis longus).

## Acțiune
Este abductor al policelui (degetul mare), mișcându-l lateral. 

## Inervația
Inervația este asigurată de ramura terminală laterală a nervului median (neuromer C7-T1). 

## Vascularizația
Vascularizația este asigurată de ramura palmară superficială a arterei radiale (Ramus palmaris superficialis arteriae radialis) și de artera radială (Arteria radialis).